# 饑渴誘罪
《饑渴誘罪》（韓語：박쥐）是一部2009年韩国恐怖浪漫剧情片，由朴贊郁编剧并执导。改编自法国作家埃米尔·左拉的小说《特瑞薩的噩夢》。本片获得第62屆坎城影展評審團獎。

## 故事
讲述一位神父在一次在手术中输入来历不明的血液后变成了一个吸血鬼，后来他与一个朋友的妻子发生了恋情。

## 演员
- 宋康昊 - 尚賢
- 金玉彬 - 太珠
- 申河均 - 康佑（太珠的丈夫）
- 金海淑 - 羅女士（太珠的婆婆）
- 朴仁煥 - 盧神父
- 宋英昌 - 盛代
- 吳達庶 - 榮斗
- 崔熙真 - 護士
- 徐東洙 - 孝盛
- 羅美蘭 - 劉護士
- Eriq Ebouaney - Immanuel
- 黃雨瑟惠 - Girl with a whistle
- Mercedes Cabral - Evelyn
- 崔鍾律 - 老人

## 獎項
2010年亞洲電影大獎
- 最佳視覺效果
- 提名 - 最佳男演員 - 宋康昊
- 提名 - 最佳攝影 - 丁正勳

2009年青龙奖
- 最佳女配角 - 金海淑
- 最佳音樂 - 喬永旭
- 提名 - 最佳電影
- 提名 - 最佳導演
- 提名 - 最佳男演員 - 宋康昊
- 提名 - 最佳女演員 - 金玉彬
- 提名 - 最佳男配角 - 申河均
- 提名 - 最佳攝影 - 丁正勳
- 提名 - 最佳藝術指導 - 柳成熙

2009年坎城影展
- 評審團獎
- 提名 - 金棕櫚獎

2009年大鐘賞
- 提名 - 最佳女配角 - 金海淑